# Bitwa o Kos
Bitwa o wyspę Kos – krótkotrwałe działania wojenne na wyspie Kos pomiędzy siłami włosko-brytyjskimi a niemieckimi na przełomie września i października 1943 roku, będące częścią większej bitwy o Dodekanez.

## Geneza
Po ogłoszeniu przez faszystowskie Włochy zawieszenia broni, a następnie kapitulacji na początku września 1943, część okupacyjnych wojsk niemieckich z Bałkanów zostało skierowanych do zajęcia obszarów włoskich. W tym samym czasie Winston Churchill, zachęcony udanymi lądowaniami aliantów na Sycylii i południowej części Półwyspu Apenińskiego, nakazał przygotowywanie planu zajęcia greckich wysp Dodekanezu. Zamierzał je wykorzystać jako bazy wypadowe brytyjskiej floty wojennej i lotnictwa do atakowania Niemców na Bałkanach, a być może w przyszłości też do inwazji na Państwo Greckie. W grę wchodziło ponadto możliwe przyciągnięcie na stronę aliantów dotychczas neutralnej Turcji. Już od dłuższego czasu obie strony konfliktu próbowały wciągnąć ją w sojusz, ale Turcja była niezdecydowana. W latach 1942–1943 szala sympatii Turków zaczęła przechylać się w stronę sojuszu alianckiego, toteż prośby Brytyjczyków nasiliły się. Hamowały ją jednak szybkie postępy wojsk niemieckich na Wschodzie, a zwłaszcza zajęcie Bałkanów przez siły Osi oraz silne sympatie proniemieckie w kraju. Turcja bała się także uzależnienia od Związku Radzieckiego. W razie ataku na Dodekanez Niemcy musieli więc zażarcie bronić tego rejonu, żeby skutecznie odciągnąć Turcję od pomysłu przyłączenia się do aliantów. 

## Zajęcie przez Niemców wyspy Rodos
8 września 1943 roku do okupacyjnych oddziałów włoskich dotarły oficjalne wiadomości o kapitulacji Włoch. Zaskoczeni żołnierze albo mieli zamiar przyłączyć się do aliantów, albo wrócić do domów. Jednak niemieckie dowództwo od dłuższego czasu było przygotowane na taki rozwój sytuacji, dlatego już wcześniej zaczęło umacniać własne siły w Grecji, a nad granicę bułgarsko-turecką wysłało kilka dywizji. Wojska te wchodziły w skład Grupy Armii E dowodzonej przez gen. Alexandra Löhra.
Tymczasem już 8 września poddał się aliantom włoski garnizon na wyspie Kastelorizo. Następnego dnia brytyjscy spadochroniarze wylądowali na Rodos. Ich zadaniem było przekonanie włoskiego admirała Inigo Campioniego do przejścia na stronę aliantów. Jednakże Włochów zaatakowały silne oddziały niemieckie, w wyniku czego skapitulowali już po 2 dniach.

## Lądowanie wojsk brytyjskich na Kos
13 września lotniska na Rodos zbombardowało ok. 40 amerykańskich bombowców B-24 Liberator, skutecznie osłabiając niemieckie lotnictwo w tym rejonie. W tym czasie na kilku wyspach, w tym głównie Kos i Leros, wylądowały pierwsze oddziały brytyjskie. Zajęły one wspólnie z Włochami pozycje obronne na wyspach, licząc nawet na możliwość odzyskania Rodos. 14 września na lotnisku na Kos wylądowało kilka brytyjskich samolotów. W nocy z 14 na 15 września zrzucono na wyspę 120 brytyjskich spadochroniarzy z 11 batalionu spadochronowego. Od rana 15 września 2 myśliwce Supermarine Spitfire osłaniały z powietrza dostawy zaopatrzenia i uzupełnień na Kos. Ostatecznie lądowe siły brytyjskie na Kos składały się z 1 batalionu lekkiej piechoty Durham, 120 żołnierzy z kompanii A 11 batalionu spadochronowego, pewnej liczby ludzi ze Special Boat Service (SBS) i dwóch wydzielonych oddziałów pułku RAF z Palestyny z działami przeciwlotniczymi. Łącznie liczyły one ok. 1,6 tys. żołnierzy. Liczebność wojsk włoskich wynosiła ok. 3,5 tys. żołnierzy.

## Działania wojsk niemieckich
17 września niemieckie lotnictwo przeprowadziło silne bombardowanie wyspy, kontynuując je przez kilka następnych dni. Myśliwce brytyjskie poniosły duże straty. 1 października alianci zaobserwowali koncentrację okrętów w portach Krety, w tym 7 okrętów transportowych i 3 niszczycieli, które następnie wypłynęły w kierunku południowo-wschodnim. W tej sytuacji na wyspę Kos przerzucono jeszcze kilkoma samolotami transportowymi więcej zaopatrzenia. Rankiem 3 października Niemcy rozpoczęli lądowanie na wyspie, głównie w rejonie Marmari i Tingachi na północy Kos oraz w Zatoce Camare w części południowo-zachodniej. Na południe i zachód od miejscowości Andimachia zostali zrzuceni spadochroniarze. W skład sił inwazyjnych wchodziła Grupa Bojowa z 22 Dywizji Piechoty z Krety wraz z lekkimi działami i samochodami pancernymi oraz oddziały specjalne brandenburczyków (1 kompania amfibijna i 15 kompania spadochronowa). Na ich czele stał gen. Friedrich-Wilhelm Müller. Lądowanie wspierały bombowce nurkujące Junkers Ju 87. W godzinach popołudniowych w centrum wyspy wylądowały nieduże grupy brandenburczyków. Do wieczora wojska niemieckie zajęły Antimachię. Dowództwo alianckie uznało sytuację za krytyczną. Wkrótce miasto i port Kos musiały opuścić wojska brytyjsko-włoskie. Natarcie niemieckie zredukowało obszar zajmowany przez nie do niewielkiego terenu w rejonie miasta Kos. Do 3 października siły niemieckie zostały powiększone do ok. 4 tys. żołnierzy. W tej sytuacji opór obrońców wyspy zanikł rano 4 października. Do niewoli dostało się ok. 1,4 tys. Brytyjczyków i ponad 3,1 tys. Włochów. Części brytyjskich żołnierzy udało się uciec na pobliskie wyspy, skąd zostali ewakuowani nocą przez oddziały Special Boat Squadron. Dowódca włoskiego garnizonu płk Felice Leggio wraz z ok. 100 jego oficerów na mocy rozkazu Adolfa Hitlera zostali rozstrzelani przez Niemców i pochowani w masowym grobie. Straty niemieckie wyniosły jedynie 15 zabitych i ok. 70 rannych.

## Zakończenie
Zajęcie wyspy Kos przez Niemców miało bardzo negatywne konsekwencje dla aliantów w całej kampanii o Dodekanez. Brytyjczycy utracili bliską osłonę powietrzną i ich samoloty były odtąd zmuszone wykonywać długie loty nad wyspy, podczas gdy siły niemieckie zwiększyły swoją presję. W wyniku tego miesiąc później Niemcy zdobyli wyspę Leros, a do końca listopada wszystkie wyspy Dodekanezu.